# 1971 en sociologie
| Années de la sociologie : 1968 - 1969 - 1970 - 1971 - 1972 - 1973 - 1974    |
| Décennies de la sociologie : 1940 - 1950 - 1960 - 1970 - 1980 - 1990 - 2000 |

Cet article présente les événements de l'année 1971 dans le domaine de la sociologie.

## Publications

### Livres
- Raymond Aron, De la condition historique du sociologue.
- Frances Fox Piven et Richard Cloward, Poor People's Movements (en).
- Erving Goffman, Regulating the Poor: The Functions of Public Welfare.
- Roger Mucchielli, La Subversion.
- William Ryan (en), Blaming the victim.
- Esther Vilar, L'Homme subjugué.

## Naissances
- Vicent Flor, sociologue espagnol.
- Sylvie Octobre, sociologue française spécialisée dans les pratiques culturelles des enfants et adolescents.
- Nicolas Renahy, sociologue français.
- Rhacel Parreñas, sociologue philippine.
- Pınar Selek, sociologue, conteuse, écrivaine et militante antimilitariste et éco-féministe turque.
- Duncan Watts, sociologue australien spécialiste de l'analyse des réseaux sociaux.

## Décès
- Joan Woodward, née le 27 septembre 1916, universitaire et une chercheuse en sociologie des organisations britannique.
- 11 janvier : Clifford Kirkpatrick, né le 22 octobre 1898, sociologue américain.
- 3 avril : Anthony Ludovici, né le 8 janvier 1882,  philosophe et sociologue britannique.
- 6 mai : María Jesús Alvarado Rivera, née le 27 mai 1878,  féministe contestataire, sociologue, enseignante, journaliste, écrivaine et militante sociale péruvienne.
- 11 mai : Ferenc Erdei, né le 24 décembre 1910, sociologue, un écrivain et homme politique hongrois.
- 4 juin : Georg Lukács, né le 13 avril 1885, philosophe marxiste occidental hétérodoxe, sociologue de la littérature hongroise, critique littéraire hongrois d'expression principalement allemande et homme politique hongrois.

## Autres
- William H. Sewell devient président de l'Association américaine de sociologie